# フーティエン県
フーティエン県（フーティエンけん、ベトナム語：Huyện Phú Thiện?）は、ベトナム社会主義共和国ザライ省の県である。

## 行政区画
1市鎮9社から構成される。